# Kanton Le Moule
Kanton Le Moule is een kanton van het Franse departement Guadeloupe. Kanton Le Moule maakt deel uit van het arrondissement Pointe-à-Pitre en telde 22.149 inwoners in 2019.
In 2015 werden de kantons Le Moule-1 en Le Moule-2 samengevoegd tot Le Moule.

## Gemeenten
De kanton Le Moule omvat de volgende gemeente:
- Le Moule